# American Psycho 2
American Psycho 2: All American Girl är en amerikansk skräckfilm med komiska inslag från år 2002. Filmen är uppföljare till American Psycho och regisserades av Morgan J. Freeman.

## Handling
När Rachael Newman var en liten flicka dödade hon seriemördaren Patrick Bateman. Sen dess har hon varit väldigt intresserad av mord och seriemördare. Nu går hon på college, och en av hennes lärare – den före detta FBI-agenten Robert Starkman - är expert på seriemördare.
Varje år låter Starkman en av eleverna bli hans assistent, och detta leder ofta till fast anställning hos FBI. Alla vill bli hans assistent, särskilt Rachael som gör vad som helst - även om hon måste mörda sina konkurrenter....

## Om filmen
Det tog endast tjugo dagar att göra filmen, som sedan släpptes direkt på video. Ursprungligen var det tänkt att filmen skulle få titeln The Girl Who Wouldn't Die, men man trodde att filmen skulle få större framgångar om det var en uppföljare till American Psycho, så därför ändrades titeln till American Psycho 2.

## Rollista i urval
- Mila Kunis - Rachael Newman
- William Shatner - Robert Starkman
- Robin Dunne - Brian
- Lindy Booth - Cassandra
- Charles Officer - Keith Lawson
- Michael Kremko - Patrick Bateman
- Kate Kelton - Clara
- Andrew Scorer - Janitor